# 金华寺东路站
金华寺东路站是成都地铁3号线的一个车站，于2018年12月26日启用。

## 车站结构

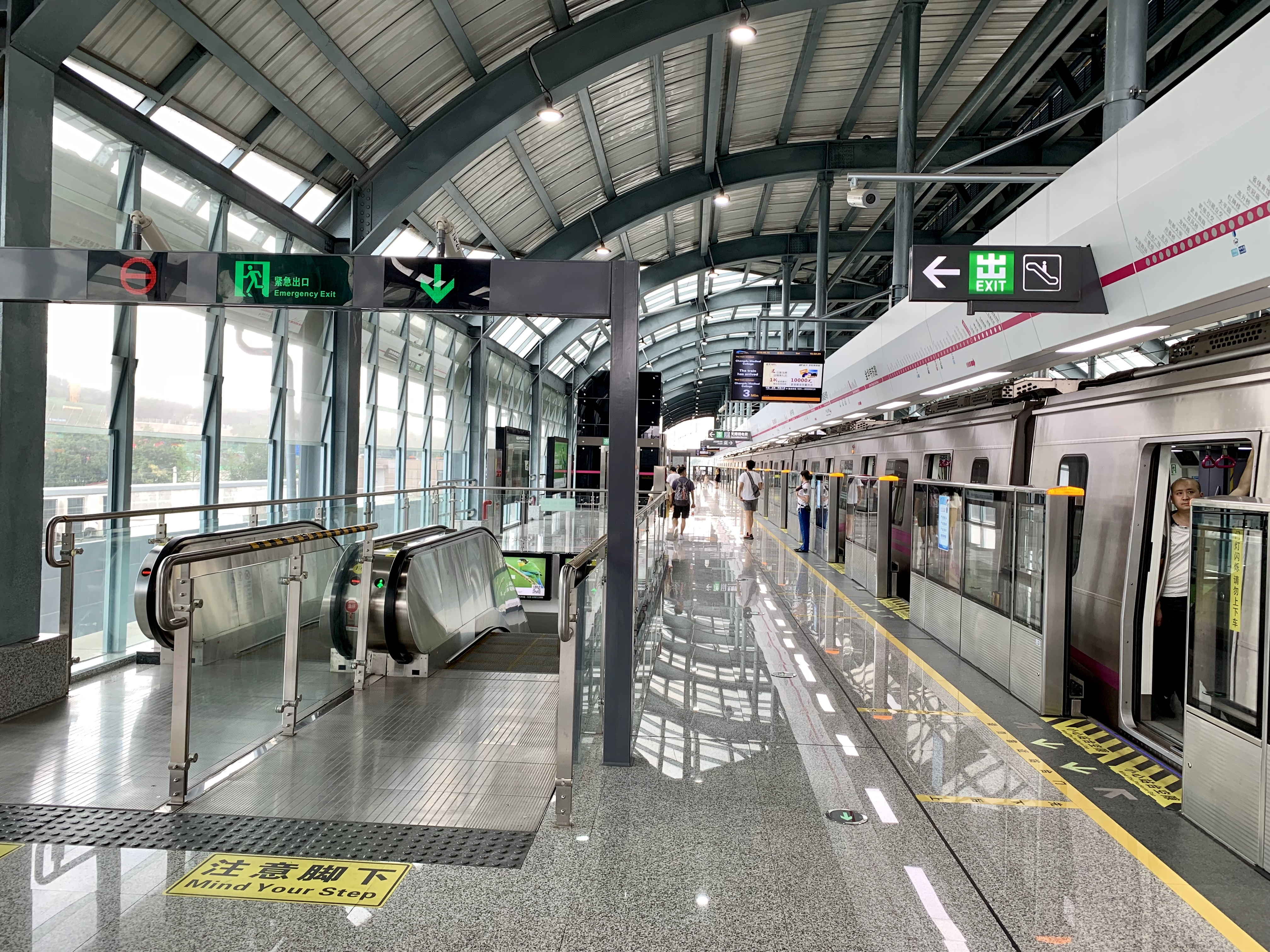
站台层
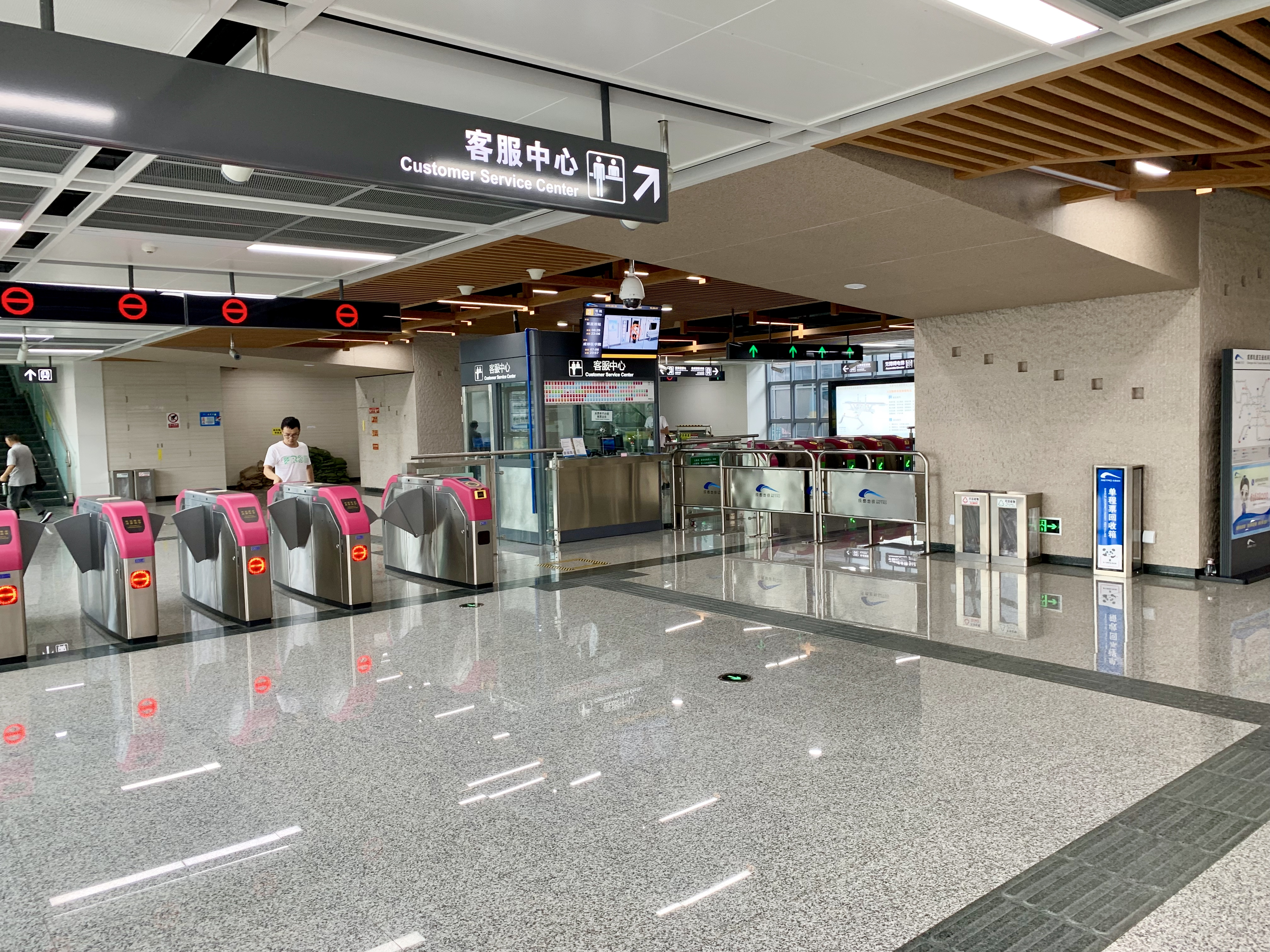
站厅层
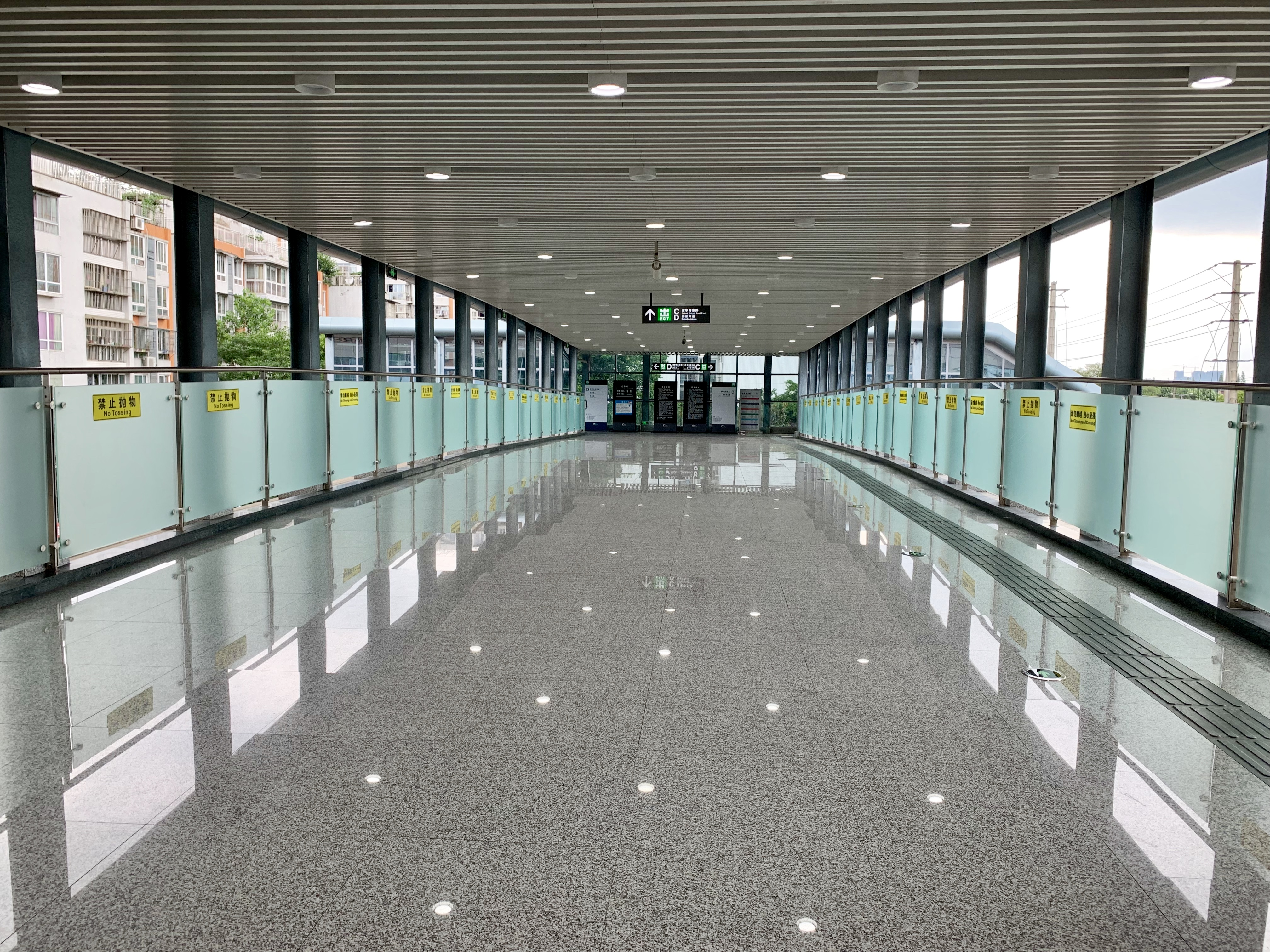
出站天桥

| 地上 三层 | 侧式站台，右边车门将会开启          | 侧式站台，右边车门将会开启 | 侧式站台，右边车门将会开启 |
| 地上 三层 | 3号线列车往成都医学院方向（三河场） |                            |                            |
| 地上 三层 | 3号线列车往双流西站方向 （植物园）  |                            |                            |
| 地上 三层 | 侧式站台，右边车门将会开启          |                            |                            |
| 地上 二层 | 站厅层                              | 安检、自动售票机、车站商店 |                            |
| 地面      | 架空层                              | 出入口                     |                            |

## 内装与公共设计
本站是3号线二三期11座标准站之一。包括本站在内的三号线三期标准站以花岗石立柱和木纹材料进行装饰，以褐色为主色调，象征成都往北沟通中原的古蜀栈道。

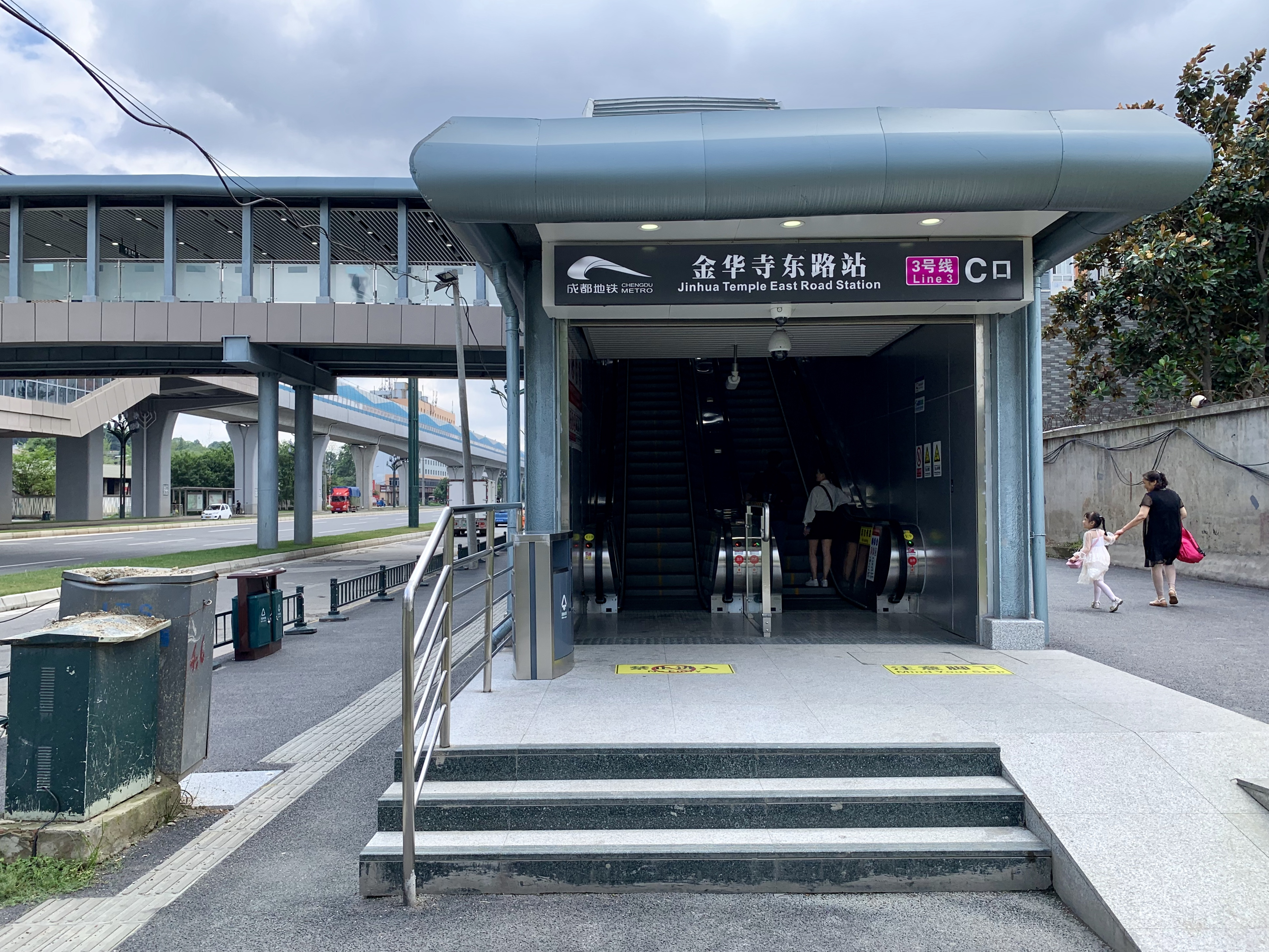
C出入口

## 出入口信息
本站目前开放4个出入口。
| 出口编号 | 设施                    | 地点                                   | 可到达目的地 | 照片 |
| -------- | ----------------------- | -------------------------------------- | ------------ | ---- |
|          |                         |                                        |              |      |
|          |                         | 蓉都大道天河路（东南）                 |              |      |
| 出口 · B | 无障碍卫生间 无障碍电梯 | 蓉都大道天河路（东北）                 |              |      |
| 出口 · C |                         | 蓉都大道天河路（西北）、金华寺西路     |              |      |
| 出口 · D |                         | 蓉都大道天河路（西南）、天宝路、浣纱路 |              |      |

## 大事记
- 2017年12月2日，车站主体结构封顶。
- 2018年10月18日，车站移交运营方。
- 2018年12月26日，车站启用。
- 2023年7月，本站英文名由Jinhua Temple East Road改为Jinhuasi East Road。